# Sabulodes colombiata
Sabulodes colombiata är en fjärilsart som beskrevs av Achille Guenée 1857. Sabulodes colombiata ingår i släktet Sabulodes och familjen mätare. Inga underarter finns listade.